# Parimbot
Der Parimbot, auch Parimboz, Parimboux und Parimbois genannt, ist ein sieben Kilometer langer linker Nebenfluss der Broye in den Schweizer Kantonen Waadt und Freiburg. Er entwässert einen Abschnitt des Jorat und gehört zum Einzugsbereich des Rheins. Der Bach wurde schon im 12. Jahrhundert als Peremboc erwähnt.

## Geographie

### Verlauf
Das Quellgebiet des Parimbot befindet sich auf ungefähr 740 m ü. M. auf dem Gemeindegebiet von Oron westlich des Ortsteils Essertes im Kanton Waadt. Der Parimbot fliesst nach Norden und bildet nach ca. 1 km Bachlauf alleine auf dem Gebiet von Oron die Grenze zur Gemeinde Servion. Nach einem weiteren Kilometer bildet der Parimbot die Grenze zwischen den Kantonen Waadt und Freiburg, beziehungsweise zwischen den Gemeinden Servion und Rue (ehemalige Gemeinde Auboranges). Der Bach fliesst weiter nach Norden, durchquert die Ostseite des Bois de Ban und tritt an der Gemeindegrenze von Rue und Jorat-Mézières (Ortsteil Ferlens) ganz auf Freiburger Gebiet über. Hier durchfliesst er das Gebiet der ehemaligen Gemeinde Ecublens und verlässt oberhalb dieser Ortschaft den Bois de Ban wieder. Er tangiert den Weiler Eschiens, ehe er nach sieben Kilometern Bachlauf auf 570 m ü. M. von links in die Broye mündet.
Auf seinem Bachlauf wird er meistens von einem schmalen Waldsaum begleitet.

### Einzugsgebiet
Das Einzugsgebiet des Parimbot ist 7,79 km² gross und besteht zu 28,1 % aus bestockter Fläche, zu 64,4 % aus Landwirtschaftsfläche, zu 7,4 % aus Siedlungsfläche und zu 0,1 % aus Gewässerfläche.
Die Flächenverteilung
Die Mittlere Höhe des Einzugsgebietes beträgt 707 m ü. M., die minimale Höhe liegt bei 570 m ü. M. und die maximale Höhe bei 821 m ü. M.

### Zuflüsse
- Le Ruisseau de Cottens (links)

## Hydrologie
An der Mündung des Parimbot in die Broye beträgt seine modellierte mittlere Abflussmenge (MQ) 140 l/s, und sein Abflussregimetyp ist pluvial jurassien.
Der  modellierte monatliche mittlere Abfluss (MQ) des Parimbot in l/s